# 隣人 ネクストドア
『隣人 ネクストドア』（原題：Naboer）は、2005年のノルウェー・デンマーク・スウェーデンのスリラー映画。

## あらすじ
恋人と別れたばかりのヨーンは、隣室の姉妹から声を掛けられるが、初対面にもかかわらず、姉アンナはヨーンのことを知っていると発言する。更に、妹キムは、暴行された過去があるので、アンナはヨーンに留守中のボディーガードを頼む。

## スタッフ
- 監督：ポール・シュレットアウネ
- 脚本：ポール・シュレットアウネ
- 製作：ポール・シュレットアウネ
- 音楽：サイモン・ボズウェル
- 撮影：ヨン・アンドレアス・アンデルセン

## キャスト
- ヨーン：クリストファー・ヨーネル
- アンナ：セシリエ・A・モズリ
- キム：ユリア・シャクト
- オーケ：ミカエル・ニクヴィスト
- イングリッド：アンナ・バッハ・ウィーグ
- キム：ジュリア・スキャット